# ژوزف باریل
ژوزف باریل (انگلیسی: Maurice Baril؛ زادهٔ ۲۲ سپتامبر ۱۹۴۳) فرد نظامی اهل کانادا است. وی همچنین برندهٔ جوایزی همچون نشان افسری کانادا شده‌است.